# الشرك (ولبة)
بلدية الشَّرَك أو (نقحرة: ألخاراكي) (بالإسبانية: Aljaraque) هي بلدية تقع في مقاطعة ولبة التابعة لمنطقة أندلسية جنوب إسبانيا.

## الديموغرافيا
بلغ عدد سكان بلدية الشَّرَك 18.937 نسمة عام 2011 (وفقاً للمعهد الوطني الإسباني للإحصاء).
| 9.587 | 10.298 | 12.303 | 14.846 | 16.368 | 17.960 | 18.937 |